# Stadio de La Condomina
L'Estadio de La Condomina è uno stadio di calcio situato a Murcia, in Spagna. Ha ospitato le gare interne del Real Murcia, fin quando non è stato sostituito dall'attuale Stadio Nueva Condomina nel 2006. Dal 2014 ospita le partite casalinghe dell'UCAM Murcia.